# Nikolai Wassiljewitsch Lasarew
Nikolai Wassiljewitsch Lasarew (russisch Николай Васильевич Лазарев; * 1895 in Zarskoje Selo; † 1974 in Leningrad) war ein sowjetischer Toxikologe und Pharmakologe. Das Konzept der Adaptogene geht auf ihn zurück.

## Leben und Wirken
Lasarew diente während des Russischen Bürgerkriegs in der Roten Armee und schloss sein anschließendes Studium am Medizinischen Institut in Kiew im Jahr 1925 ab. Von 1923 bis 1928 war er in einem Labor des Instituts für Röntgenologie in Kiew tätig und begann danach in Leningrad Studien der industriellen Toxikologie. 1938 wurde sein Fachbuch Общие основы промышленной токсикологии (deutsch: Grundlagen der Industriellen Toxikologie) veröffentlicht, ein Standardwerk in diesem Fachbereich.
1941 wurde er Professor an der Militärmedizinischen Akademie in Leningrad.